# Strzelanina w Kansas City
Strzelanina w Kansas City – jedna z najsłynniejszych strzelanin w kryminalnej historii Stanów Zjednoczonych. Rankiem 17 czerwca 1933 roku gang kierowany przez Vernona Millera przeprowadził zamach pod stacją kolejową Union Station w Kansas City w stanie Missouri w celu uwolnienia gangstera Franka „Jelly’ego” Nasha, więźnia organów federalnych.

## Przebieg zdarzenia
Nash poruszał się w towarzystwie kilku funkcjonariuszy organów ścigania, którzy eskortowali go do więzienia Fort Leavenworth w stanie Kansas, z którego uciekł trzy lata wcześniej. Gangsterzy w składzie: Charles Arthur „Pretty Boy” Floyd (prawdopodobnie), Vernon Miller oraz Adam Richetti podjechali pod stację samochodem marki Chevrolet i otworzyli ogień z pistoletów maszynowych Thompson w kierunku policjantów wsiadających z więźniem do służbowych samochodów. Wskutek strzelaniny zginęło czterech funkcjonariuszy organów ścigania oraz przypadkowo zabity przez swoich kolegów Nash. Przeżyło trzech policjantów, w tym jeden ciężko ranny. Wydarzenia w Kansas City odbiły się szerokim echem w opinii publicznej i przyczyniły się do wzrostu świadomości zagrożenia stwarzanego przez mafię w amerykańskim społeczeństwie.